# Subpatellinella
Subpatellinella es un género de foraminífero bentónico de la subfamilia Ashbrookinae, de la familia Placentulinidae, de la superfamilia Discorboidea, del suborden Rotaliina y del orden Rotaliida. Su especie tipo es Subpatellinella symmetrica. Su rango cronoestratigráfico abarca el Holoceno.

## Clasificación
Subpatellinella incluye a la siguiente especie:
- Subpatellinella symmetrica